# Коу, Кристофер
Кристофер Коу (англ. Christopher Coe, 1953, Фаунтин-Хилл, Пенсильвания — 6 сентября 1994, Манхэттен, Нью-Йорк) — американский писатель.

## Биография
Коу родился в Фонтейн-Хилле, штат Пенсильвания, и вырос в Портленде, штат Орегон. Став взрослым, он жил в Нью-Йорке и Париже. Получил образование в Колумбийском университете, он был однокурсником Эми Хемпел, Дэвида Ливитта и Андерсона Феррелла.
Его первый роман «Я выгляжу божественно» был опубликован в 1987 году; второй роман «Такие времена» был опубликован в 1993 году. Помимо писательской деятельности, Коу также работал фотографом и певцом кабаре.
Коу умер от СПИДа 6 сентября 1994 года в своём доме на Манхэттене.